# محطة المتحف الوطني (مترو الرياض)
محطة المتحف الموطني هي محطة نقل سريع تخدم الخطين الأزرق والأخضر في مترو الرياض في حي الفوطة التاريخي بالرياض، المملكة العربية السعودية، وتقع بجوار مركز الملك عبد العزيز التاريخي. تغطي المحطة مساحة قدرها 72000 متر مربع.
تأتي المحطة قبل محطة البطحاء وتلي محطة إدارة الجوازات على الخط الأزرق، بينما تأتي بعد محطة وزارة المالية على الخط الأخضر.
تم تصميم الغلاف الخارجي للمحطة ليعكس تضاريس المناطق الجبلية في المملكة العربية السعودية، بواجهة مزدوجة فريدة من نوعها، حيث تمثل الألواح الزرقاء الداخلية السماء، بينما تمثل الألواح الخرسانية الخارجية، التي يظهر من خلالها اللون الأزرق، الجبال. تتميز المحطة أيضاً بوجود محطة حافلات جديدة مجاورة، صُممت على شكل خيمة.